# 프로피버스

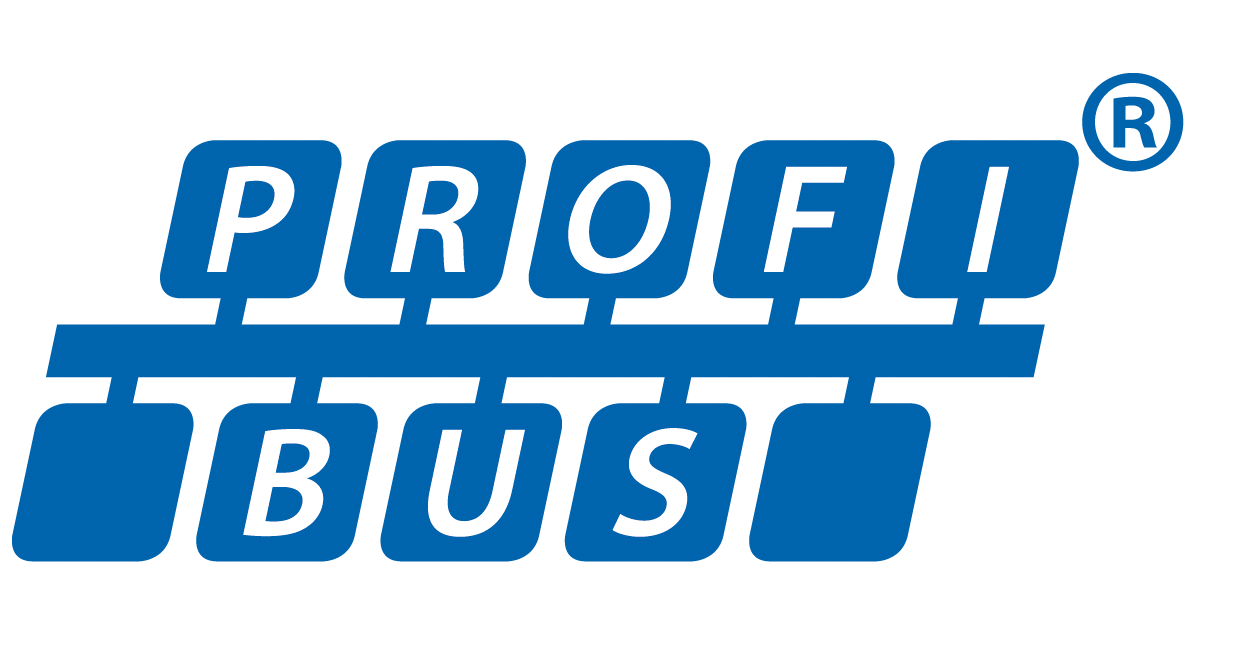
프로피버스 로고

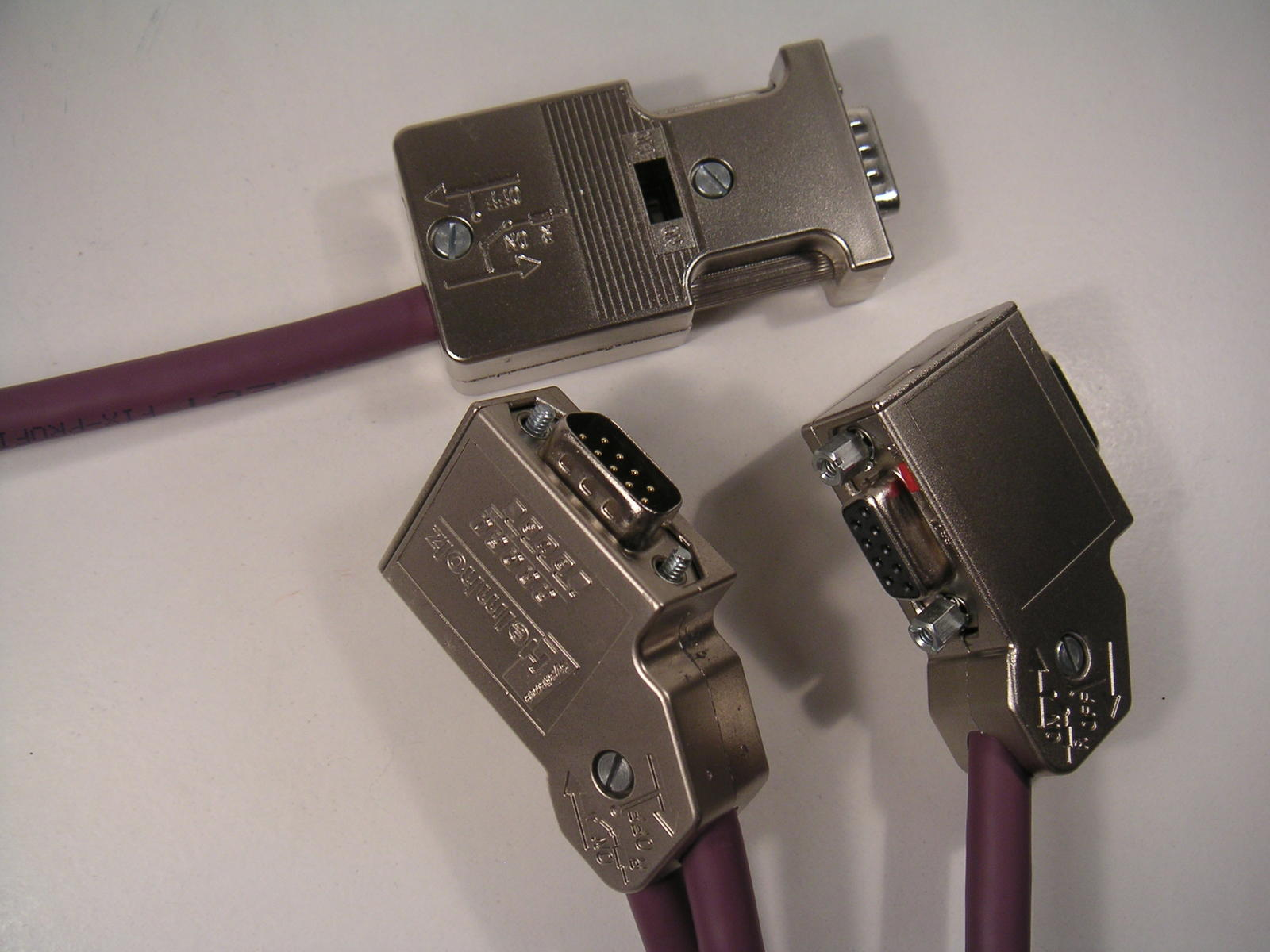
프로피버스 전기 단자

프로피버스(Profibus, 일반적으로 Process Field Bus의 합성어로 PROFIBUS로 표시됨)는 자동화 기술의 필드버스 통신 표준으로, 1989년 BMBF(독일 교육 연구부)에서 처음 홍보한 후 지멘스에서 사용했다. 산업용 이더넷에 대한 프로피넷(Profinet) 표준과는 구별된다. 프로피버스는 IEC 61158/61784-1의 유형 3으로 공개적으로 출판되었다.

## 같이 보기
- 필드버스